# Бутенко, Зоя Андреевна
Зо́я Андре́евна Буте́нко (1 сентября 1928, Богатая Чернещина — 21 апреля 2001) — советский учёный-онколог, академик НАНУ (с 18 мая 1990 года), Заслуженный деятель науки и техники Украины, лауреат Государственной премии УССР в области науки и техники (1981), премии имени А. А. Богомольца НАН Украины.

## Биография
Родилась 1 сентября 1928 года. После окончания школы в 1944 году поступила на лечебный факультет Молотовского государственного медицинского института, а после возвращения из эвакуации в Киев в 1947 году перешла на 4-й курс лечебного факультета Киевского медицинского института, который успешно окончила в 1949 году. В октябре того же года стала аспиранткой кафедры патологической физиологии Киевского государственного института усовершенствования врачей.
В 1954 году, после окончания аспирантуры под непосредственным руководством Р. Е. Кавецкого, защитила кандидатскую диссертацию, посвященную изучению патогенеза экспериментальных лейкозов. Дальнейшее ее жизнь и научная деятельность были связаны с Институтом экспериментальной патологии, онкологии и радиобиологии им. Г. Е. Кавецкого НАН Украины. В 1958 году вступила в ряды КПСС.
В 1962 году создала и возглавила первую на Украине лабораторию по изучению этиологии и патогенеза лейкоза, которая позже превратилась в отдел механизмов лейкогенеза. В 1969 году, после защиты диссертации на тему: «Роль рибонуклеиновой кислоты в развитии лейкоза», исследовательнице была присуждена ученая степень доктора медицинских наук, а в 1970 году присвоено звание профессора.
В 1978 году Зою Андреевну избрали членом-корреспондентом, а в 1990 году — академиком НАН Украины по специальности «экспериментальная онкология». В 1998 году ей было присвоено почетное звание «Заслуженный деятель науки и техники Украины».
Умерла 21 апреля 2001 года. Похоронена в Киеве на Байковом кладбище (участок № 49а).

## Научная деятельность
Зоя Бутенко вместе со своими учениками разрабатывала актуальные вопросы современной медицины, связанные с выяснением причин возникновения и природы злокачественных заболеваний системы крови. Основными направлениями ее научной деятельности были фундаментальные исследования клеточных и молекулярных механизмов развития лейкоза и злокачественных лимфом, разработка методов ранней диагностики различных форм гемобластозов, принципы патогенетической терапии.
Внесла значительный вклад в создание современной клонально-селекционной теории канцерогенеза, впервые выяснила роль РНК в злокачественной трансформации клеток крови, получила приоритетные данные о структурных и функциональных нарушениях генома, ассоциированные с лейкозогенезом. Большим вкладом в науку является также исследование биологических свойств и ультраструктуры лейкозных клеток, поиск и применение эффективных индукторов их дифференцировки.
Была основателем нового направления в онкогематологии — изучение структуры и функций стволовых гемопоэтических клеток и их роли при лейкозе. Особенно плодотворно работала над решением вопросов молекулярной лейкозологии. На основе полученных ею и ее учениками результатов были разработаны и внедрены принципиально новые методы молекулярно-генетической диагностики гемобластозов, что приобрело особое значение в связи с необходимостью прогнозировать отдаленные последствия аварии на ЧАЭС.
Участвовала в выполнении многих научных программ, в работе мировых конгрессов и конференций, была инициатором проведенных в Киеве в разные годы международных симпозиумов «Стволовые и иммунокомпетентные клетки в норме и при опухолевом росте», «Стволовые клетки и злокачественный рост», на которых с докладами выступали ведущие ученые из многих стран мира.
Была автором более 300 научных публикаций, 10 монографий и пособий, среди которых наиболее известны:
- «Роль РНК в злокачественной трансформации клеток при лейкозе»;
- «Цитохимия и электронная микроскопия клеток крови и кроветворных органов»;
- «Стволовые кроветворные клетки и лейкоз»;
- «Лейкозные клетки: происхождение, ультраструктура, дифференцировка»;
- «Клонально-селекционная концепция опухолевого роста»;
- «Механизмы вирусного лейкозогенеза».

Подготовила около 30 докторов и кандидатов наук.

## Общественная деятельность
Зоя Бутенко была членом Европейских ассоциаций гематологов и онкологов, председателем диссертационного совета по онкологии и радиобиологии, членом экспертного совета ВАК Украины, членом редколлегий журналов «Доклады НАН Украины», «Экспериментальная онкология», «Онкология».